# Studënye
Studënye är en sjö i Antarktis. Den ligger i Östantarktis. Australien gör anspråk på området. Studënye ligger 558 meter över havet.